# Pan Hejun
Pan Hejun (chiń. 潘和钧; ur. 1957), chiński dyplomata i polityk.
Urodził się w Szanghaju. Uzyskał stopień magistra administracji na Harvard University. Karierę w służbie dyplomatycznej rozpoczął w latach 80. Pracował w chińskich ambasadach w Nepalu i Wielkiej Brytanii, w latach 2000-2003 zaś był zatrudniony w przedstawicielstwach przy UE oraz w Belgradzie. Od 2003 do 2008 pełnił funkcję zastępcy ambasadora w Londynie. Następnie (2008-2010) piastował urząd wiceburmistrza Nanningu. Od sierpnia 2010 jest ambasadorem w Malawi.
Pracował również w MSZ (dyrektor Departamentu Spraw Europejskich).